# Eddie Gustafsson
Douglas Edward Alexander Gustafsson McIntosh (31 de enero de 1977, Filadelfia, Estados Unidos) es un arquero sueco retirado y que jugó la última temporada en el Red Bull Salzburg austríaco.

## Carrera profesional
Gustafsson empezó su carrera en el IFK Stockholm, en el año 1994. Desde el año 1995 hasta 2001 jugó para el IFK Norrkōping. En 2002 fue transferido al Molde de Noruega. Tras rescindírsele el contrato, en 2004 fue fichado por otro club noruego, el Hamarkameratene. Tras jugar una temporada en este último club, fue transferido al Lyn Oslo. El 8 de enero de 2009 fue transferido al Red Bull Salzburg. 

## Clubes
| Club               | País    | Año                | Partidos | Goles |
| IFK Stockholm      | Suecia  | 1994               | 4        | 0     |
| IFK Norrköping     | Suecia  | 1994 - 2001        | 86       | 0     |
| Molde FK           | Noruega | 2001 - 2004        | 75       | -92   |
| Ham Kam            | Noruega | 2004 - 2005        | 26       | -37   |
| FC Lyn Oslo        | Noruega | 2005 - 2008        | 64       | -94   |
| Red Bull Salzburgo | Austria | 2008 - 2014 Retiro | 98       | -95   |

## Internacional
A pesar de haber nacido en EE. UU. obtuvo la nacionalidad sueca , lo que le ha permitido jugar para la selección nacional de ese país en 10 ocasiones.